# グラゲ族
グラゲ族（グラゲぞく、Gurage、ጉራጌ）は、エチオピアに住むエチオピア・セム諸語を話す部族。

## 居住地
エチオピア内陸部の山岳地帯に住み、小さく整った村を構成している。
木と竹で作った円形平面の小屋を住居とする。

## 生活
灌漑を施した畑で、小麦、豆類、ニンニク、レンズマメおよび主食のエンセーテを栽培している。ウシ、ヒツジ、ウマ、イヌ、ネコ、ニワトリを飼育しており、バター、チーズを作る。
猟師たちからなるフガという特殊なカーストが存在する。